# 11969 Gay-Lussac
11969 Gay-Lussac è un asteroide della fascia principale. Scoperto nel 1994, presenta un'orbita caratterizzata da un semiasse maggiore pari a 2,7846191 UA e da un'eccentricità di 0,0791308, inclinata di 2,49139° rispetto all'eclittica.